# Roundstone
Roundstone (Iers: Cloch na Rón – de robbenrots) is een plaats aan de zuidwestkust van Connemara, in het Ierse graafschap Galway. Het ligt op zowat 15 km van Clifden. Het dorp werd in de 19e eeuw gesticht door de Schot Alexander Nimmo. 